# 紅點斑狐鯛
紅赭普提魚，又稱紅赭狐鯛、紅點斑狐鯛，為輻鰭魚綱鱸形目隆頭魚亞目隆頭魚科的其中一種，分布於西太平洋區，包括日本、台灣、巴里島等海域，棲息深度50-70公尺，體長可達20.2公分，棲息在礁石區海域，生活習性不明。

## 擴展閱讀
維基物種上的相關：紅赭普提魚